# Stadio Dr. Nicolás Leoz
Lo stadio Dr. Nicolás Léoz è un impianto sportivo di Asunción, capitale del Paraguay. Ospita le partite interne del Club Libertad ed ha una capienza di 10.100 spettatori.
È situato nel barrio di Las Mercedes ed è intitolato alla memoria di Nicolás Leoz, giornalista ed ex presidente della CONMEBOL.